# Stazione di Corlo
La stazione di Corlo è stata stazione ferroviaria posta lungo la ex linea ferroviaria Ferrara-Copparo dismessa nel 1956, era servizio delle località Tamara, frazione del comune emiliano di Copparo e Corlo, frazione del capoluogo di Provincia Ferrara.

## Storia
La stazione fu aperta nel 1903 dalla Società Veneta, come parte della linea Ferrara-Copparo e venne dismessa insieme alla linea nel 1956. L'edificio adibito a stazione è ancora presente, ora adibito ad abitazione civile.